# کوسه بلعنده برگی‌پولک
کوسه بلعنده برگی‌پولک (نام علمی: Centrophorus squamosus) نام یک گونه از تیره میان‌ربایندگان است.